# Reggenza di Nagekeo
La reggenza di Nagekeo (in indonesiano: Kabupaten Nagekeo) è una reggenza dell'Indonesia, situata nella provincia di Nusa Tenggara Orientale.